# George Wald
George Wald (ur. 18 listopada 1906 w Nowym Jorku, zm. 12 kwietnia 1997 w Cambridge) – amerykański fizjolog biochemik, profesor biologii na Uniwersytecie Harvarda, laureat Nagrody Nobla w dziedzinie fizjologii lub medycyny w 1967.

## Życiorys
Jego rodzicami byli emigranci żydowscy: Isaac, pochodzący ze wsi pod Przemyślem, i Ernestine Rosenmann, pochodząca z małej wiejskiej miejscowości pod Monachium. Nauki pobierał w szkole zasadniczej na Brooklynie, a stopień licencjatu nauk ścisłych otrzymał w Washington Square College Uniwersytetu Nowojorskiego w 1927. Następnie, w 1932, rozpoczął studia na Uniwersytecie Columbia. Podczas tego okresu był studentem i asystentem badań profesora Seliga Hechta. Po studiach wyjechał do Europy, by pracować z Ottonem Heinrichem Warburgiem w Heidelbergu oraz z Paulem Karrerem (odkrywcą witamin) w Zurychu. W trakcie prowadzonych badań odkrył, iż witamina A jest częścią składową siatkówki oka. W 1933, po dojściu do władzy Adolfa Hitlera, powrócił do Stanów Zjednoczonych i rozpoczął pracę na Uniwersytecie Chicagowskim. 
W 1934 George  Wald przyjął posadę nauczyciela w Instytucie Nauk Biochemicznych Uniwersytetu Harvarda. Tam był instruktorem i nauczycielem biologii (1935–1939), instruktorem wydziału (1939–1944), profesor nadzwyczajnym (1944–1948) i profesorem biologii (od 1948). Był również profesorem biochemii na Uniwersytecie Kalifornijskim w 1956.
W 1967 za odkrycia dotyczące chemizmu widzenia, głównie struktury rodopsyny (purpury wzrokowej), wraz z Haldanem Kefferem Hartlinem oraz Ragnarem Granitem, otrzymał Nagrodę Nobla w dziedzinie medycyny.

## Nagrody i wyróżnienia
W 1939 otrzymał Nagrodę Eli Lilly za fundamentalne badania w dziedzinie biochemii od Amerykańskiego Towarzystwa Chemicznego. W 1952 prowadził objazdowe wykłady jako przedstawiciel National Sigma Xi. W 1953 otrzymał Nagrodę Laskera Amerykańskiego Stowarzyszenia Zdrowia Społecznego w dowód uznania za jego wybitne odkrycia w biochemii ze specjalnym odniesieniem do zmian związanych z widzeniem. W 1959 Amerykańska Akademia Sztuk i Nauk przyznała mu Nagrodę Rumforda. W 1966 otrzymał Medal Ives Amerykańskiego Towarzystwa Optycznego, a w roku następnym, wspólnie z żoną (Ruth Hubbard), Złoty Medal Paula Karrera od Uniwersytetu Zuryskiego.

## Tytuły naukowe
W 1950 został wybrany do Narodowej Akademii Nauk, a w 1958 do Amerykańskiego Towarzystwa Filozoficznego. Był członkiem Amerykańskiej Akademii Sztuk i Nauk w Bostonie.
Otrzymywał tytuły doktora honorowego wielu uczelni na świecie: w 1957 od Uniwersytetu Berneńskiego, w 1958 od Uniwersytetu Yale, w 1962 od Uniwersytetu Wesleyańskiego, w 1965 od Uniwersytetu Nowojorskiego, w 1966 od Uniwersytetu McGilla, w 1968 od Uniwersytetu Clarka i od Kolegium w Amherst.